# Daniel de Galítsia
Daniel de Galítsia (1201, Gàlitx - 1254, Chełm) (en ucraïnès Данило I Галицький) fou un rei de Galítsia del 1205 al 1255, de Przemyśl el 1211 i de Volodímir del 1212 al 1231. Fou coronat per un arquebisbe papal a Dorogotxin el 1253 com el primer rei del Rus, del 1254 fins al 1264.

## Biografia
El 1205, després de morir el seu pare, Roman Mstislàvitx, governant de Galítsia-Volínia, els boiars de Galítsia obligaren Daniel a exiliar-se, amb quatre anys, amb la seva mare Anna-Eufrosina Àngel i el geu germà Vassilko Romànovitx. Després de proclamar-se els boiars prínceps el 1213, els polonesos i els hongaresos envaïren el principat, amb el pretext de donar suport a les demandes dels joves Daniel i Vassilko, i van dividir-lo entre ells. El 1219 renuncià a la seva aspiració a Galítsia a favor del seu sogre Mstislav el Valent.
El 1221 Daniel restablí el seu regnat a Volínia, on els boiars i el poble havien romàs lleials a la dinastia. El 1230, Daniel va ser convidat a prendre el tron del principat de Galítzia per segona vegada i va derrotar les tropes hongareses que assetjaven la ciutat, tanmateix, els boiars van conspirar contra el príncep i van ajudar el príncep hongarès Andreu a reconquerir la ciutat el 1232. El 1234 Daniel derrotà Alexandre Vsévolodovitx i va prendre el ducat de Belz. La mort d'Andreu de Galítzia el 1234 va permetre la restauració de Daniel, que un cop al tron va ajudar Vladímir III de Kíev en la seva guerra amb Miquel de Txernígov. Daniel va devastar Txernígov, però fou derrotat per un exèrcit kiptxak en 1236 encapçalat per Iziaslav de Sevèria. Miquel es va establir a Galítzia mentre que Iziaslav va establir-se a Kíev. A la marxa dels kiptxak, Miquel de Txernígov es va veure obligat a retornar Kiev a Vladímir III de Kíev, qui al seu torn la va cedir a Iaroslav II Vsevolodovitx, príncep de Nóvgorod; aquest, en deixar Novgorod, va posar en el seu lloc el seu fill Alexandre, una decisió aprovada pel vetxe, que necessitava els seus exèrcits.
Cap al 1238 ja havia derrotat l'Orde de Dobrzyń, recuperant gran part de Galítsia, àdhuc la capital. Mentre els prussians es trobaven sota la pressió de l'Orde Teutònic, Daniel intentà conquerir els iotvingis.
L'any següent, Daniel adquirí Kíev, la capital tradicional del difunt estat de la Rus de Kíev. Davant l'amenaça mongol, envià el seu comandant Dimitri a defensar la ciutat. Tanmateix, després d'un llarg setge, les muralles s'obriren, i tot i els combats dins la ciutat, Kíev va caure el 6 de desembre de 1240 i fou destruïda. Un any després, els mongols passaren per Galítsia i Volínia mentre estaven en una campanya contra els polonesos i els hongaresos, i destruïren Galítsia. El 17 d'agost de 1245 Daniel derrotà una força combinada del príncep de Txerníhiv, boiars descontents, hongaresos i polonesos a la batalla de Jarosław, i finalment prengué el que quedava de Galítsia, recuperant així les tenències del seu pare. Nomenà el seu germà Vassilko governant de Volínia i retingué el títol de Galítsia per a ell, encara que continuà exercint el poder reial a tots dos llocs.

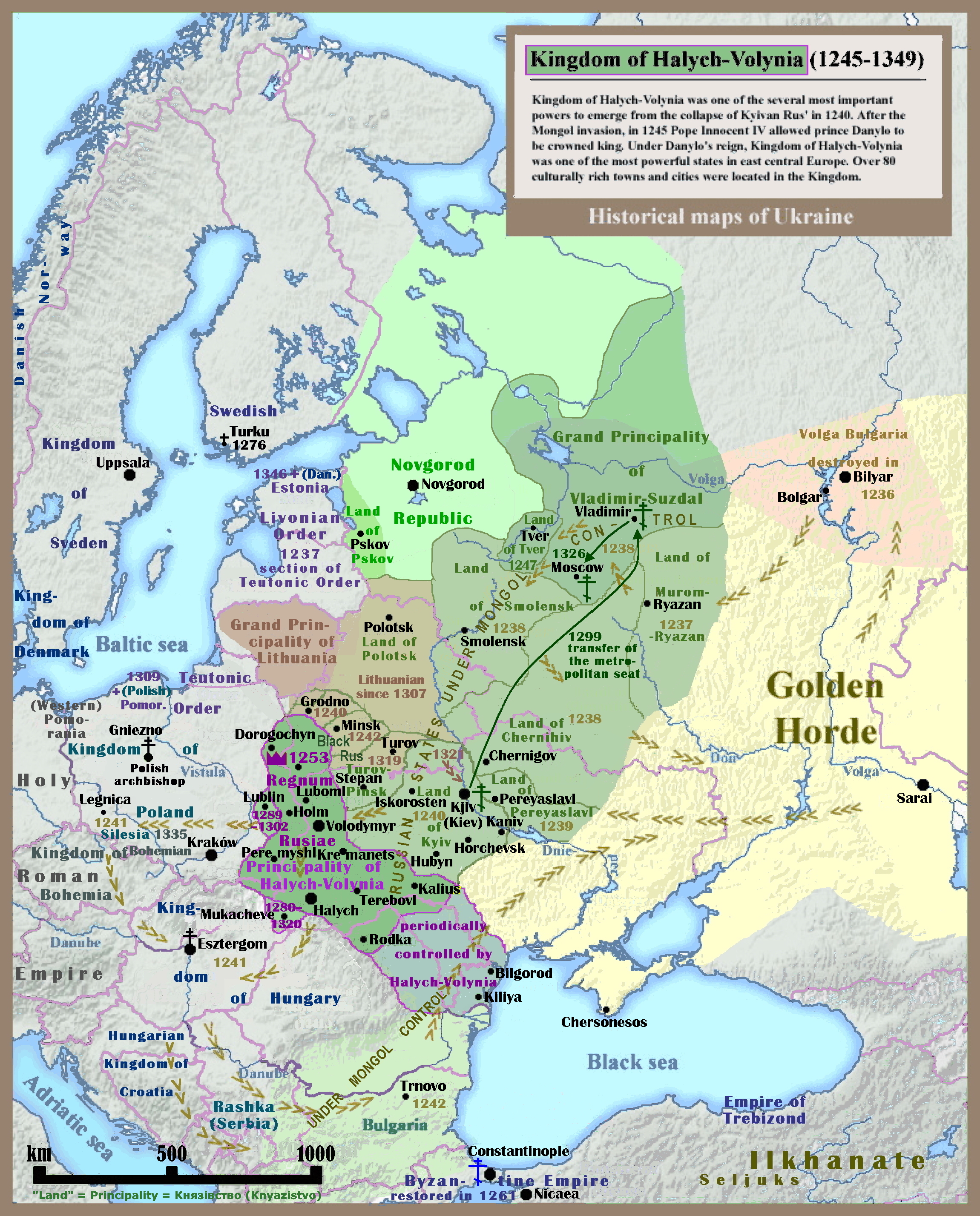
Límits territorials del Reialme de Galítsia–Volínia (1245-1349).

Les polítiques internes de Daniel se centraren en l'estabilitat i el creixement econòmic. Durant el seu regnat, mercaders i artesans alemanys, polonesos i del Rus foren convidats a Galítsia, mentre que un nombre d'armenis i jueus s'establiren a pobles i ciutats. Daniel fundà les ciutats de Leòpolis (1256) i Jolm, i en fortificà d'altres. Designà funcionaris per protegir els camperols de l'explotació aristocràtica i formà unitats d'infanteria pesant als camps.
Les fites de Daniel, però, i la mala defensa de Kíev, va atraure l'atenció dels mongols. El 1246 fou convocat a la capital de l'Horda d'Or a Vella Sarai, al riu Volga, i fou obligat a acceptar el poder mongol. Segons l'historiador ucraïnès Órest Subtelni, Daniel va rebre una tassa de llet fermentada d'euga per part del kan mongol Batu Khan, qui va dir-li que s'hi acostumaria, atès que «era un dels nostres, ara».
Tot i que acceptà formalment els mongols com a sobirans, i els proveí de soldats quan calgué, Daniel construí una política exterior en oposició a l'Horda d'Or. Establí relacions amb el regne de Polònia i el regne d'Hongria, i sol·licità l'ajut del papa Innocenci IV. A canvi de l'ajuda papal, Daniel s'oferí posar les seves terres en virtut de l'autoritat eclesiàstica de Roma, promesa que mai no va complir. Temptat per la possibilitat d'estendre la seva autoritat, el papa alenà la resistència de Daniel als mongols i la seva orientació occidental, i el 1253 un representant papal coronà Daniel a Dorohotxin, al riu Bug. Daniel volia quelcom més que un reconeixement, tanmateix, i comentà amargament que esperava un exèrcit quan va rebre la corona. Aliat als hongareses va arribar fins a Troppau. Va lluitar també contra els pagans lituans governats per Mindug. Daniel estava casat amb una neboda del lituà i els germans d'aquesta, Tortivil i Erdivid, van haver de fugir a Volínia amenaçats per Mindug. Daniel va formar una lliga amb alemanys, l'Orde Teutònic, samogitis i yatvigis i va capturar Grodno i altres ciutats a Mindug; aquest mentre es va fer cristià i es va posar sota protecció del papa Alexandre IV que el va nomenar rei, i el va incitar contra Daniel que per les seves relacions amb els tàtars era vist com un apòstata. Però no va poder fer res doncs Romà, fill de Daniel, va conquerir Nóvgorodok, Slonin i Volkovisk, i un altre fill, Schvarn, es va casar amb una filla de Mindug. Aquest va tornar al paganisme i va devastar les fronteres de Livònia i Mazòvia i els territoris russos de Txernigov, Smolensk i Nóvgorod. Aquestos èxits i l'encoratjament de polonesos i hongaresos, el va incitar a atacar els mongols; va envair la Baixa Podòlia i junt amb el seu fill leo va capturar alguns generals tàtars i el general principal Khwarezmshah, fou rebutjat en l'atac a Kremenets. Això va encoratjar a Daniel que va ocupar les ciutats entre el Buh Meridional i el Teteref; marxava cap a Kíev quan va haver de retornar per un atac dels lituans; mentre els mongols tenien un nou general en cap, Burundai, que ja havia pres part a les campanyes de Batu Khan a Hongria. Daniel va haver de posar-se al seu servei i enviar un exèrcit que va anar manat pel seu germà Vassilko; Lituània fou devastada; Yatvígia va córrer la mateixa sort. Complagut amb l'exèrcit de Galítsia, Burundai es va retirar al sud-oest i va acordar la pau. Però quan va saber que Daniel fortificava les ciutats que dominava, va entrar en sospites i va envair Galítzia i el va cridar a anar al seu camp. Daniel va enviar al seu germà Vassilko, al seu fill, i al bisbe Joan de Kholm; Burundai va exigir el desmantellament de les fortaleses; no podia oposar-se i les fortaleses de Danilof; Stoyek, Kremenets, Lutsk i Lviv van quedar sense muralles i després Wladimir de Volínia (en presència del mateix Burundai). El general es va dirigir a Kholm, on Daniel, espantat, va fugir cap a Hongria. Burundai no obstant va eludir assetjar la ciutat de Kholm i es va dirigir a Polònia.
Als darrers anys del seu regnat, Daniel es dedicà a polítiques dinàstiques, casant un fill i una filla amb la dinastia de Mindaugas del Gran Ducat de Lituània i aconseguint concessions territorials a Polònia per a una altra filla. Una altra filla, Ustínia, estava casada amb el príncep Andrei Iaroslàvitx de Vladímir-Súzdal. També intentà casar un fill, Roman, amb Gertrudis, l'heretera de Babenberg, però va decidir posar-lo al tron del ducat d'Àustria.
Quan morí, el 1264, Daniel havia reconstruït i estès els territoris en mans del seu pare, confrontat les amenaces expansionistes de Polònia i d'Hongria, minimitzat la influència mongol a l'oest d'Ucraïna i elevant els estàndards socials i econòmics dels seus dominis.